# Piter Deurbroucq
Le baron Pierre Jean dit Piter Deurbroucq, né le 11 mai 1756 à Nantes, et mort le 20 juin 1831 au château de Jarzé, est un négociant, armateur, puis homme politique français des XVIIIe et XIXe siècles.

## Biographie
Baptisé le 12 mai 1756 en la paroisse Sainte-Croix de Nantes, Piter Deurbroucq est le 9e enfant d'une fratrie de 11 enfants, mais aussi le fils cadet de Dominique Deurbroucq (4 février 1715 - Nantes † 16 août 1782), écuyer, richissime négociant armateur et négrier nantais d'origine hollandaise, consul de Nantes (1758, ancien consul en 1759), anobli par charge de conseiller secrétaire du roi, Maison et couronne de France (en 1768), qui fit fortune dans le trafic des vins et alcools et dans le commerce triangulaire, et de Marguerite Sengstack. Juge consulaire en 1775, Dominique Deurbroucq s'était retiré des affaires en 1780.
Comme son père, Piter Deurbroucq est nommé consul des marchands en 1779, puis ancien consul en 1784. Président du conseil d'administration de la Garde nationale en 1791, il devient chef de la Légion d'Orient en 1792 (bataillon des Vétérans, dont les compagnies été nommées : « Prudence », « Persévérence », « Harmonie » et « Sagesse »). 
En 1788, il rachète le château de Goulaine à la famille du même nom. Grâce à Piter Deurbroucq, la bâtisse fut préservée des attaques révolutionnaires[réf. nécessaire]. C'est en 1858, qu'un membre de la famille de Goulaine racheta le domaine, qui appartient toujours à cette dernière.
Le 3 juillet 1792, Piter Deurbroucq acquiert les château et domaine de Jarzé (en Maine-et-Loire), acheté 547 800 livres à François Joseph de Foucault, maréchal des camps et armées du Roi, général de dragons. Élu conseiller général, Deurbroucq fut président du conseil général de Maine-et-Loire du 2 juin 1806 à 1807.
Il reçoit la croix d'officier de la Légion d'honneur le 13 thermidor an XIII. Le même jour, il est nommé chancelier de la 12e cohorte.
Capitaine de la 6e conservation forestière sous le Premier Empire, Piter Deurbroucq était également colonel-commandant de la Garde d'honneur. Ce fut dans cette dernière fonction qu'il eut l'insigne honneur d'accueillir l'Empereur lors de sa visite à Nantes en 1808. 
Chevalier de l'Empire depuis le 3 juin 1808, il est créé baron Deurbroucq et de l'Empire le 20 août 1809.
Capitaine de louveterie et haut juge à la haute cour nationale (1810), il est élu par le Sénat conservateur, le 10 août de la même année, député de la Loire-Inférieure au Corps législatif. Il siégea au Corps législatif jusqu'aux Cent-Jours, et rentra ensuite dans la vie privée.
En 1816, Louis XVIII le fait chevalier de Saint-Louis.
Il meurt le 20 juin 1831 au château de Jarzé et est inhumé en la chapelle Notre-Dame de Montplacé de cette paroisse.
Il avait épousé Françoise Tainturier des Essards, puis Caroline Landriève des Bordes (petite-fille de Jean-Marie Landriève des Bordes).

## Armoiries
- Les Deurbroucq portaient : « D'azur au chevron d'or accompagné en pointe d'un sanglier courant d'argent. »